# Península de Chushka
A península de Chushka (em russo:  Коса Чушка́, transl. Kosa Chushká) é um cordão peninsular localizado entre o estreito de Querche e a baía de Taman, no raion de Temryuksky, Krai de Krasnodar, no extremo oeste da península de Taman. A península começa no cabo Akhilleon e estende-se em direção ao mar Negro. A principal localidade da península é o posiolok de Chushka.

## Etimologia
O nome da península, "chushka", que em russo significa "porco", é devido à abundância de golfinhos nessas águas, que os moradores locais chamavam a esses animais de "toninhas" (морскими свиньями; morskimi sviniami) e de "porcos" (чуками; chushkami).

## História
Em 1944, a península foi conectada à Crimeia pela ponte ferroviária de Querche, que foi destruída pelo movimento de gelo no início do ano seguinte. Desde 1955, existe um serviço de balsa entre a península de Chushka (porto Kavkaz) e a península de Querche (porto Krym) (autoestrada 290).
Em novembro de 2007, uma forte tempestade causou o naufrágio de um petroleiro russo e quatro navios de mercadorias perto da península de Chushka, resultando no derramamento de mais de 3 000 toneladas de óleo combustível e cerca 7 000 toneladas de enxofre e na morte de 8 pessoas. A avaliação dos prejuízos foi de 30 mil milhões de rublos.